# 카르피네토델라노라
카르피네토델라노라(이탈리아어: Carpineto della Nora)는 이탈리아 아브루초주 페스카라도에 위치한 코무네다. 그란산소 에 몬티델라라가 국립공원에 위치한다.